# Niseko

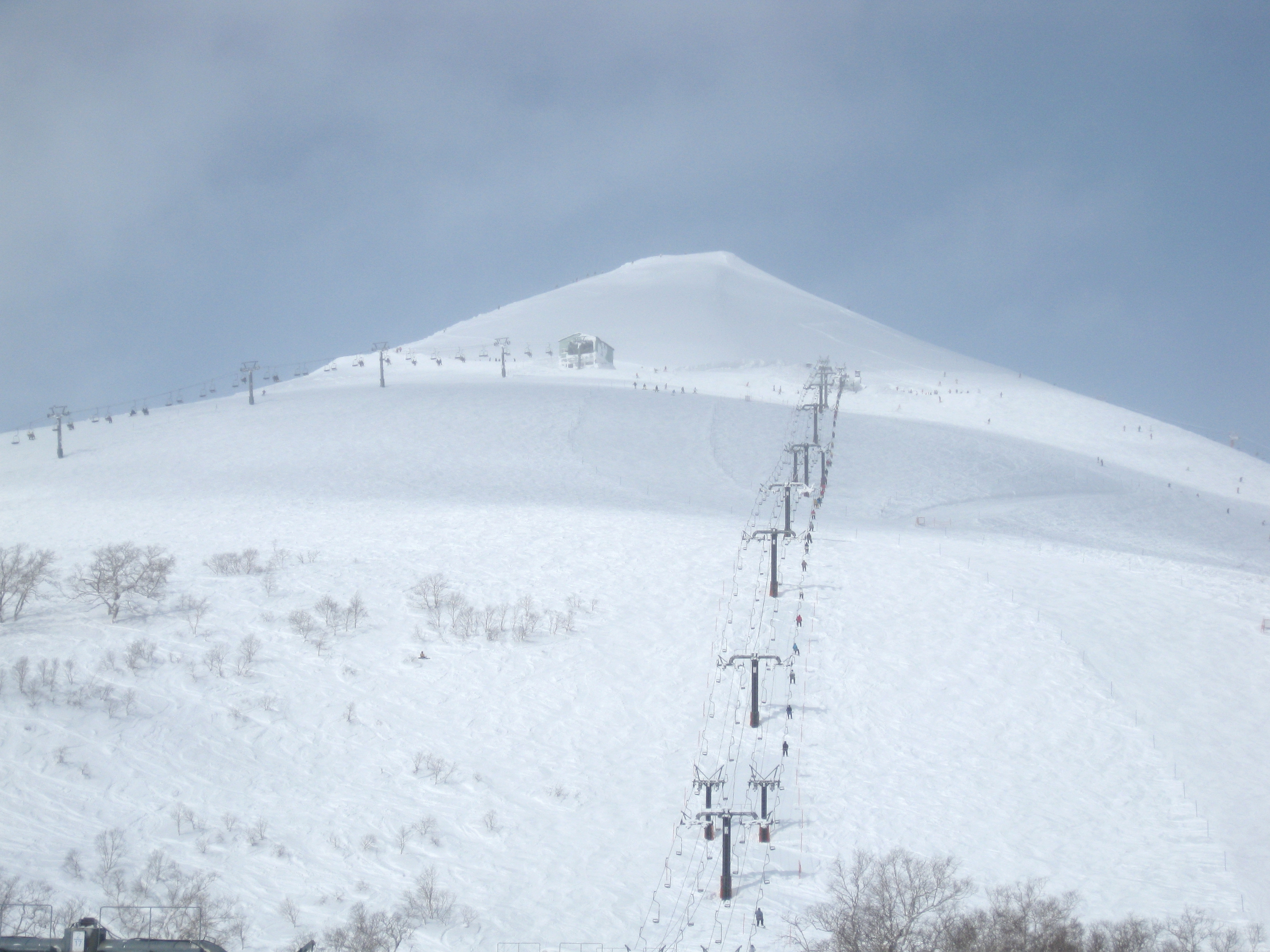
Remontées mécaniques à Niseko.

Niseko (ニセコ町, Niseko-chō) est un bourg de la sous-préfecture de Shiribeshi, situé sur l'île de Hokkaidō, au Japon.

## Tourisme
Le village obtient en 2021 le label Meilleurs villages touristiques de l'Organisation mondiale du tourisme.

## Personnalités liées à la municipalité
- Seiji Ōsaka, membre du Parti démocrate du Japon, membre de la Chambre des représentants à la Diète et trois fois maire de Niseko.

## Entreprises ayant leur siège social dans la région
- Lupicia – Entreprise spécialisée dans la fabrication et la vente de produits alimentaires, notamment de thés. Son siège social a été transféré de Tokyo en juillet 2020[2].